# Bob Ottenberg
Boris (Bob) Friedrich Ottenberg, född i december 1891 i Sankt Petersburg, död 1946 i Stockholm, var en estnisk-svensk målare.
Han var son till speditören Friedrich Ottenberg och Elisabeth Michelsen samt gift med Erna Julian Katarina Edelmann. Ottenberg studerade vid Föreningen för bildande konst skola i S:t Petersburg och genom självstudier under resor till Finland, Norge, Sverige och Tyskland. Innan han bosatte sig i Sverige på 1940-talet ställde han ut separat i bland annat Haag och Belgrad i Sverige ställde han ut separat på Thurestams konstgalleri i Stockholm 1945. Han medverkade i samlingsutställningar i Estland, Nederländerna, Lettland, Litauen och Tyskland samt i utställningen Estnisk och lettisk konst på Liljevalchs konsthall 1946. En minnesutställning med hans konst visades på Modern konst i hemmiljö 1947. Hans konst består av ett 1880-talsmässig valör och Landskapsmåleri. Ottenberg är representerad på museum i Estland.   